# U17-Europamästerskapet i fotboll för herrar 2023
U17-Europamästerskapet i fotboll för herrar 2023 var den 20:e upplagan av U17-Europamästerskapet (39:e ifall man räknar med då turneringen var U16). Turneringen spelas i Ungern mellan den 17 maj och 2 juni 2023.

## Kvalspel

### Kvalificerad nationer
- England
- Frankrike
- Irland
- Italien
- Kroatien
- Nederländerna
- Polen
- Portugal
- Schweiz
- Serbien
- Skottland
- Slovenien
- Spanien
- Tyskland
- Ungern (värdnation)
- Wales

## Gruppspel

### Grupp A
| Nr | Lag    | S | V | O | F | GM | IM | MS | P |
| -- | ------ | - | - | - | - | -- | -- | -- | - |
| 1  | Polen  | 3 | 2 | 0 | 1 | 10 | 7  | +3 | 6 |
| 2  | Irland | 3 | 2 | 0 | 1 | 8  | 7  | +1 | 6 |
| 3  | Ungern | 3 | 1 | 0 | 2 | 8  | 9  | −1 | 3 |
| 4  | Wales  | 3 | 1 | 0 | 2 | 3  | 6  | −3 | 3 |

|             | 17 maj 2023 | Polen                                                                             | 5 – 1           | Irland             | Hidegkuti Nándor Stadion                                 |                                                          |
| 16:30 UTC+2 | 16:30 UTC+2 | Mateusz Skoczylas 13′, 49′ Dominik Szala 44′ Karol Borys 54′ Szymon Kądziołka 65′ | (2 – 1) Rapport | 5′ Ikechukwu Orazi | Budapest Publik: 412 Domare: Attilla Karaoglan (Turkiet) | Budapest Publik: 412 Domare: Attilla Karaoglan (Turkiet) |
| 16:30 UTC+2 | 16:30 UTC+2 |                                                                                   |                 |                    | Budapest Publik: 412 Domare: Attilla Karaoglan (Turkiet) | Budapest Publik: 412 Domare: Attilla Karaoglan (Turkiet) |
| 16:30 UTC+2 | 16:30 UTC+2 |                                                                                   |                 |                    | Budapest Publik: 412 Domare: Attilla Karaoglan (Turkiet) | Budapest Publik: 412 Domare: Attilla Karaoglan (Turkiet) |

|             | 17 maj 2023 | Ungern                                               | 3 – 0           | Wales | Hidegkuti Nándor Stadion                               |                                                        |
| 20:00 UTC+2 | 20:00 UTC+2 | Benedek Simon 43′ Szilárd Szabó 75′ Ádám Umathum 81′ | (1 – 0) Rapport |       | Budapest Publik: 3 480 Domare: Adam Ladebäck (Sverige) | Budapest Publik: 3 480 Domare: Adam Ladebäck (Sverige) |
| 20:00 UTC+2 | 20:00 UTC+2 |                                                      |                 |       | Budapest Publik: 3 480 Domare: Adam Ladebäck (Sverige) | Budapest Publik: 3 480 Domare: Adam Ladebäck (Sverige) |
| 20:00 UTC+2 | 20:00 UTC+2 |                                                      |                 |       | Budapest Publik: 3 480 Domare: Adam Ladebäck (Sverige) | Budapest Publik: 3 480 Domare: Adam Ladebäck (Sverige) |

|             | 20 maj 2023 | Irland                                                      | 3 – 0           | Wales | Pancho Aréna                                              |                                                           |
| 16:30 UTC+2 | 16:30 UTC+2 | Najemedine Razi 24′ Ikechukwu Orazi 34′ Romeo Akachukwu 61′ | (2 – 0) Rapport |       | Felcsút Publik: 714 Domare: Elchin Masiyev (Azerbajdzjan) | Felcsút Publik: 714 Domare: Elchin Masiyev (Azerbajdzjan) |
| 16:30 UTC+2 | 16:30 UTC+2 |                                                             |                 |       | Felcsút Publik: 714 Domare: Elchin Masiyev (Azerbajdzjan) | Felcsút Publik: 714 Domare: Elchin Masiyev (Azerbajdzjan) |
| 16:30 UTC+2 | 16:30 UTC+2 |                                                             |                 |       | Felcsút Publik: 714 Domare: Elchin Masiyev (Azerbajdzjan) | Felcsút Publik: 714 Domare: Elchin Masiyev (Azerbajdzjan) |

|             | 20 maj 2023 | Ungern                                                | 3 – 5           | Polen                                                                                           | Pancho Aréna                                            |                                                         |
| 20:00 UTC+2 | 20:00 UTC+2 | Zétény Varga 55′ Benedek Simon 70′ Csaba Molnár 90+4′ | (0 – 2) Rapport | 8′ Mateusz Skoczylas 34′ Maksymilian Sznaucner 52′ Mike Huras 76′ Oskar Tomczyk 80′ Karol Borys | Felcsút Publik: 2 921 Domare: Miloš Milanović (Serbien) | Felcsút Publik: 2 921 Domare: Miloš Milanović (Serbien) |
| 20:00 UTC+2 | 20:00 UTC+2 |                                                       |                 |                                                                                                 | Felcsút Publik: 2 921 Domare: Miloš Milanović (Serbien) | Felcsút Publik: 2 921 Domare: Miloš Milanović (Serbien) |
| 20:00 UTC+2 | 20:00 UTC+2 |                                                       |                 |                                                                                                 | Felcsút Publik: 2 921 Domare: Miloš Milanović (Serbien) | Felcsút Publik: 2 921 Domare: Miloš Milanović (Serbien) |

|             | 23 maj 2023 | Irland                                  | 4 – 2           | Ungern                                 | Pancho Aréna                                              |                                                           |
| 20:00 UTC+2 | 20:00 UTC+2 | Luke Kehir 5′, 61′ Mason Melia 24′, 31′ | (3 – 1) Rapport | 10′ (sjm.) Jake Grante 72′ Martin Kern | Felcsút Publik: 2 577 Domare: Attilla Karaoglan (Turkiet) | Felcsút Publik: 2 577 Domare: Attilla Karaoglan (Turkiet) |
| 20:00 UTC+2 | 20:00 UTC+2 |                                         |                 |                                        | Felcsút Publik: 2 577 Domare: Attilla Karaoglan (Turkiet) | Felcsút Publik: 2 577 Domare: Attilla Karaoglan (Turkiet) |
| 20:00 UTC+2 | 20:00 UTC+2 |                                         |                 |                                        | Felcsút Publik: 2 577 Domare: Attilla Karaoglan (Turkiet) | Felcsút Publik: 2 577 Domare: Attilla Karaoglan (Turkiet) |

|             | 23 maj 2023 | Wales                                         | 3 – 0           | Polen | Árok utcai pálya                                        |                                                         |
| 20:00 UTC+2 | 20:00 UTC+2 | Gabriele Biancheri 82′ Iwan Morgan 89′, 90+1′ | (0 – 0) Rapport |       | Budaörs Publik: 318 Domare: David Dickinson (Skottland) | Budaörs Publik: 318 Domare: David Dickinson (Skottland) |
| 20:00 UTC+2 | 20:00 UTC+2 |                                               |                 |       | Budaörs Publik: 318 Domare: David Dickinson (Skottland) | Budaörs Publik: 318 Domare: David Dickinson (Skottland) |
| 20:00 UTC+2 | 20:00 UTC+2 |                                               |                 |       | Budaörs Publik: 318 Domare: David Dickinson (Skottland) | Budaörs Publik: 318 Domare: David Dickinson (Skottland) |

### Grupp B
| Nr | Lag       | S | V | O | F | GM | IM | MS | P |
| -- | --------- | - | - | - | - | -- | -- | -- | - |
| 1  | Spanien   | 3 | 2 | 1 | 0 | 6  | 3  | +3 | 7 |
| 2  | Serbien   | 3 | 1 | 1 | 1 | 5  | 5  | 0  | 4 |
| 3  | Italien   | 3 | 1 | 0 | 2 | 4  | 4  | 0  | 3 |
| 4  | Slovenien | 3 | 1 | 0 | 2 | 5  | 8  | −3 | 3 |

|             | 18 maj 2023 | Serbien                                   | 2 – 4           | Slovenien                                                                | Telki Training Centre                                 |                                                       |
| 17:00 UTC+2 | 17:00 UTC+2 | Mihajlo Cvetković 66′ Andrej Petrović 82′ | (0 – 3) Rapport | 4′ David Pejičić 10′ Luka Topalović 34′ Aldin Jakupović 52′ Rene Hrvatin | Telki Publik: 308 Domare: Jamie Robinson (Nordirland) | Telki Publik: 308 Domare: Jamie Robinson (Nordirland) |
| 17:00 UTC+2 | 17:00 UTC+2 |                                           |                 |                                                                          | Telki Publik: 308 Domare: Jamie Robinson (Nordirland) | Telki Publik: 308 Domare: Jamie Robinson (Nordirland) |
| 17:00 UTC+2 | 17:00 UTC+2 |                                           |                 |                                                                          | Telki Publik: 308 Domare: Jamie Robinson (Nordirland) | Telki Publik: 308 Domare: Jamie Robinson (Nordirland) |

|             | 18 maj 2023 | Italien                    | 1 – 2           | Spanien            | Árok utcai pálya                                        |                                                         |
| 20:00 UTC+2 | 20:00 UTC+2 | Federico Ragnoli Galli 15′ | (1 – 0) Rapport | 53′, 75′ Marc Guiu | Budaörs Publik: 1 060 Domare: Miloš Milanović (Serbien) | Budaörs Publik: 1 060 Domare: Miloš Milanović (Serbien) |
| 20:00 UTC+2 | 20:00 UTC+2 |                            |                 |                    | Budaörs Publik: 1 060 Domare: Miloš Milanović (Serbien) | Budaörs Publik: 1 060 Domare: Miloš Milanović (Serbien) |
| 20:00 UTC+2 | 20:00 UTC+2 |                            |                 |                    | Budaörs Publik: 1 060 Domare: Miloš Milanović (Serbien) | Budaörs Publik: 1 060 Domare: Miloš Milanović (Serbien) |

|             | 21 maj 2023 | Spanien                                                | 3 – 1           | Slovenien          | Hidegkuti Nándor Stadion                               |                                                        |
| 16:30 UTC+2 | 16:30 UTC+2 | Marc Guiu 28′ Óscar Mesa 45+1′ Lamine Yamal 50′ (str.) | (2 – 0) Rapport | 54′ Luka Topalović | Budapest Publik: 917 Domare: Michal Ocenáš (Slovakien) | Budapest Publik: 917 Domare: Michal Ocenáš (Slovakien) |
| 16:30 UTC+2 | 16:30 UTC+2 |                                                        |                 |                    | Budapest Publik: 917 Domare: Michal Ocenáš (Slovakien) | Budapest Publik: 917 Domare: Michal Ocenáš (Slovakien) |
| 16:30 UTC+2 | 16:30 UTC+2 |                                                        |                 |                    | Budapest Publik: 917 Domare: Michal Ocenáš (Slovakien) | Budapest Publik: 917 Domare: Michal Ocenáš (Slovakien) |

|             | 21 maj 2023 | Serbien                                      | 2 – 0           | Italien | Hidegkuti Nándor Stadion                             |                                                      |
| 20:00 UTC+2 | 20:00 UTC+2 | Andrija Maksimović 39′ Mihajlo Cvetković 59′ | (1 – 0) Rapport |         | Budapest Publik: 574 Domare: Adam Ladebäck (Sverige) | Budapest Publik: 574 Domare: Adam Ladebäck (Sverige) |
| 20:00 UTC+2 | 20:00 UTC+2 |                                              |                 |         | Budapest Publik: 574 Domare: Adam Ladebäck (Sverige) | Budapest Publik: 574 Domare: Adam Ladebäck (Sverige) |
| 20:00 UTC+2 | 20:00 UTC+2 |                                              |                 |         | Budapest Publik: 574 Domare: Adam Ladebäck (Sverige) | Budapest Publik: 574 Domare: Adam Ladebäck (Sverige) |

|             | 24 maj 2023 | Spanien          | 1 – 1           | Serbien                | Árok utcai pálya                                       |                                                        |
| 17:00 UTC+2 | 17:00 UTC+2 | Lamine Yamal 78′ | (0 – 0) Rapport | 68′ Andrija Maksimović | Budaörs Publik: 815 Domare: Damian Sylwestrzak (Polen) | Budaörs Publik: 815 Domare: Damian Sylwestrzak (Polen) |
| 17:00 UTC+2 | 17:00 UTC+2 |                  |                 |                        | Budaörs Publik: 815 Domare: Damian Sylwestrzak (Polen) | Budaörs Publik: 815 Domare: Damian Sylwestrzak (Polen) |
| 17:00 UTC+2 | 17:00 UTC+2 |                  |                 |                        | Budaörs Publik: 815 Domare: Damian Sylwestrzak (Polen) | Budaörs Publik: 815 Domare: Damian Sylwestrzak (Polen) |

|             | 24 maj 2023 | Slovenien | 0 – 3           | Italien                                      | Telki Training Centre                                   |                                                         |
| 17:00 UTC+2 | 17:00 UTC+2 |           | (0 – 0) Rapport | 60′, 82′ Mattia Mannini 87′ Giacomo De Pieri | Telki Publik: 181 Domare: Elchin Masiyev (Azerbajdzjan) | Telki Publik: 181 Domare: Elchin Masiyev (Azerbajdzjan) |
| 17:00 UTC+2 | 17:00 UTC+2 |           |                 |                                              | Telki Publik: 181 Domare: Elchin Masiyev (Azerbajdzjan) | Telki Publik: 181 Domare: Elchin Masiyev (Azerbajdzjan) |
| 17:00 UTC+2 | 17:00 UTC+2 |           |                 |                                              | Telki Publik: 181 Domare: Elchin Masiyev (Azerbajdzjan) | Telki Publik: 181 Domare: Elchin Masiyev (Azerbajdzjan) |

### Grupp C
| Nr | Lag       | S | V | O | F | GM | IM | MS | P |
| -- | --------- | - | - | - | - | -- | -- | -- | - |
| 1  | Tyskland  | 3 | 3 | 0 | 0 | 10 | 1  | +9 | 9 |
| 2  | Frankrike | 3 | 1 | 1 | 1 | 5  | 5  | 0  | 4 |
| 3  | Portugal  | 3 | 1 | 1 | 1 | 3  | 6  | −3 | 4 |
| 4  | Skottland | 3 | 0 | 0 | 3 | 2  | 8  | −6 | 0 |

|             | 17 maj 2023 | Skottland       | 1 – 3           | Frankrike                                                            | Nagyerdei Stadion                                          |                                                            |
| 16:30 UTC+2 | 16:30 UTC+2 | Rory Wilson 71′ | (0 – 2) Rapport | 5′ Yanis Ali Issoufou 45′ Joane Kouakou Gadou 75′ (sjm.) Ruari Ellis | Debrecen Publik: 298 Domare: Elchin Masiyev (Azerbajdzjan) | Debrecen Publik: 298 Domare: Elchin Masiyev (Azerbajdzjan) |
| 16:30 UTC+2 | 16:30 UTC+2 |                 |                 |                                                                      | Debrecen Publik: 298 Domare: Elchin Masiyev (Azerbajdzjan) | Debrecen Publik: 298 Domare: Elchin Masiyev (Azerbajdzjan) |
| 16:30 UTC+2 | 16:30 UTC+2 |                 |                 |                                                                      | Debrecen Publik: 298 Domare: Elchin Masiyev (Azerbajdzjan) | Debrecen Publik: 298 Domare: Elchin Masiyev (Azerbajdzjan) |

|             | 17 maj 2023 | Portugal | 0 – 4           | Tyskland                                                     | Nagyerdei Stadion                                       |                                                         |
| 20:00 UTC+2 | 20:00 UTC+2 |          | (0 – 2) Rapport | 32′ Noah Darvich 39′ Almugera Kabar 59′, 90+4′ Robert Ramsak | Debrecen Publik: 409 Domare: Damian Sylwestrzak (Polen) | Debrecen Publik: 409 Domare: Damian Sylwestrzak (Polen) |
| 20:00 UTC+2 | 20:00 UTC+2 |          |                 |                                                              | Debrecen Publik: 409 Domare: Damian Sylwestrzak (Polen) | Debrecen Publik: 409 Domare: Damian Sylwestrzak (Polen) |
| 20:00 UTC+2 | 20:00 UTC+2 |          |                 |                                                              | Debrecen Publik: 409 Domare: Damian Sylwestrzak (Polen) | Debrecen Publik: 409 Domare: Damian Sylwestrzak (Polen) |

|             | 20 maj 2023 | Portugal                         | 2 – 1           | Skottland | DEAC Stadion                                         |                                                      |
| 15:00 UTC+2 | 15:00 UTC+2 | Olívio Tomé 3′ Gonçalo Sousa 20′ | (2 – 0) Rapport |           | Debrecen Publik: 575 Domare: David Šmajc (Slovenien) | Debrecen Publik: 575 Domare: David Šmajc (Slovenien) |
| 15:00 UTC+2 | 15:00 UTC+2 |                                  |                 |           | Debrecen Publik: 575 Domare: David Šmajc (Slovenien) | Debrecen Publik: 575 Domare: David Šmajc (Slovenien) |
| 15:00 UTC+2 | 15:00 UTC+2 |                                  |                 |           | Debrecen Publik: 575 Domare: David Šmajc (Slovenien) | Debrecen Publik: 575 Domare: David Šmajc (Slovenien) |

|             | 20 maj 2023 | Frankrike      | 1 – 3           | Tyskland                                 | Városi Sportpálya                                             |                                                               |
| 20:00 UTC+2 | 20:00 UTC+2 | Fodé Sylla 39′ | (1 – 0) Rapport | 56′, 63′ Paris Brunner 60′ Robert Ramsak | Balmazújváros Publik: 765 Domare: Attilla Karaoglan (Turkiet) | Balmazújváros Publik: 765 Domare: Attilla Karaoglan (Turkiet) |
| 20:00 UTC+2 | 20:00 UTC+2 |                |                 |                                          | Balmazújváros Publik: 765 Domare: Attilla Karaoglan (Turkiet) | Balmazújváros Publik: 765 Domare: Attilla Karaoglan (Turkiet) |
| 20:00 UTC+2 | 20:00 UTC+2 |                |                 |                                          | Balmazújváros Publik: 765 Domare: Attilla Karaoglan (Turkiet) | Balmazújváros Publik: 765 Domare: Attilla Karaoglan (Turkiet) |

|             | 23 maj 2023 | Frankrike        | 1 – 1           | Portugal          | Városi Sportpálya                                         |                                                           |
| 15:00 UTC+2 | 15:00 UTC+2 | Tidiam Gomis 10′ | (1 – 1) Rapport | 41′ Nuno Patrício | Balmazújváros Publik: 507 Domare: Adam Ladebäck (Sverige) | Balmazújváros Publik: 507 Domare: Adam Ladebäck (Sverige) |
| 15:00 UTC+2 | 15:00 UTC+2 |                  |                 |                   | Balmazújváros Publik: 507 Domare: Adam Ladebäck (Sverige) | Balmazújváros Publik: 507 Domare: Adam Ladebäck (Sverige) |
| 15:00 UTC+2 | 15:00 UTC+2 |                  |                 |                   | Balmazújváros Publik: 507 Domare: Adam Ladebäck (Sverige) | Balmazújváros Publik: 507 Domare: Adam Ladebäck (Sverige) |

|             | 23 maj 2023 | Tyskland                                                  | 3 – 0           | Skottland | DEAC Stadion                                          |                                                       |
| 15:00 UTC+2 | 15:00 UTC+2 | Noah Darvich 49′ Bence Dárdai 54′ Kjell-Arik Wätjen 90+1′ | (0 – 0) Rapport |           | Debrecen Publik: 348 Domare: Oliver Reitala (Finland) | Debrecen Publik: 348 Domare: Oliver Reitala (Finland) |
| 15:00 UTC+2 | 15:00 UTC+2 |                                                           |                 |           | Debrecen Publik: 348 Domare: Oliver Reitala (Finland) | Debrecen Publik: 348 Domare: Oliver Reitala (Finland) |
| 15:00 UTC+2 | 15:00 UTC+2 |                                                           |                 |           | Debrecen Publik: 348 Domare: Oliver Reitala (Finland) | Debrecen Publik: 348 Domare: Oliver Reitala (Finland) |

### Grupp D
| Nr | Lag           | S | V | O | F | GM | IM | MS | P |
| -- | ------------- | - | - | - | - | -- | -- | -- | - |
| 1  | England       | 3 | 2 | 1 | 0 | 5  | 1  | +4 | 7 |
| 2  | Schweiz       | 3 | 2 | 1 | 0 | 4  | 1  | +3 | 7 |
| 3  | Kroatien      | 3 | 0 | 1 | 2 | 2  | 4  | −2 | 1 |
| 4  | Nederländerna | 3 | 0 | 1 | 2 | 2  | 7  | −5 | 1 |

|             | 18 maj 2023 | Schweiz                                | 2 – 0           | Nederländerna | DEAC Stadion                                           |                                                        |
| 15:00 UTC+2 | 15:00 UTC+2 | Winsley Boteli 49′ Arlet Junior Zé 54′ | (0 – 0) Rapport |               | Debrecen Publik: 411 Domare: Michal Ocenáš (Slovakien) | Debrecen Publik: 411 Domare: Michal Ocenáš (Slovakien) |
| 15:00 UTC+2 | 15:00 UTC+2 |                                        |                 |               | Debrecen Publik: 411 Domare: Michal Ocenáš (Slovakien) | Debrecen Publik: 411 Domare: Michal Ocenáš (Slovakien) |
| 15:00 UTC+2 | 15:00 UTC+2 |                                        |                 |               | Debrecen Publik: 411 Domare: Michal Ocenáš (Slovakien) | Debrecen Publik: 411 Domare: Michal Ocenáš (Slovakien) |

|             | 18 maj 2023 | Kroatien | 0 – 1           | England          | Városi Sportpálya                                         |                                                           |
| 20:00 UTC+2 | 20:00 UTC+2 |          | (0 – 1) Rapport | 8′ Ethan Nwaneri | Balmazújváros Publik: 700 Domare: David Šmajc (Slovenien) | Balmazújváros Publik: 700 Domare: David Šmajc (Slovenien) |
| 20:00 UTC+2 | 20:00 UTC+2 |          |                 |                  | Balmazújváros Publik: 700 Domare: David Šmajc (Slovenien) | Balmazújváros Publik: 700 Domare: David Šmajc (Slovenien) |
| 20:00 UTC+2 | 20:00 UTC+2 |          |                 |                  | Balmazújváros Publik: 700 Domare: David Šmajc (Slovenien) | Balmazújváros Publik: 700 Domare: David Šmajc (Slovenien) |

|             | 21 maj 2023 | Kroatien         | 1 – 2           | Schweiz                                | Nagyerdei Stadion                                        |                                                          |
| 16:30 UTC+2 | 16:30 UTC+2 | Sergej Levak 32′ | (1 – 1) Rapport | 9′ Demir Xhemalija 83′ Marvin Akahomen | Debrecen Publik: 710 Domare: Jamie Robinson (Nordirland) | Debrecen Publik: 710 Domare: Jamie Robinson (Nordirland) |
| 16:30 UTC+2 | 16:30 UTC+2 |                  |                 |                                        | Debrecen Publik: 710 Domare: Jamie Robinson (Nordirland) | Debrecen Publik: 710 Domare: Jamie Robinson (Nordirland) |
| 16:30 UTC+2 | 16:30 UTC+2 |                  |                 |                                        | Debrecen Publik: 710 Domare: Jamie Robinson (Nordirland) | Debrecen Publik: 710 Domare: Jamie Robinson (Nordirland) |

|             | 21 maj 2023 | Nederländerna     | 1 – 4           | England                                                                             | Nagyerdei Stadion                                       |                                                         |
| 20:00 UTC+2 | 20:00 UTC+2 | Jasper Hartog 71′ | (0 – 1) Rapport | 7′ Myles Lewis-Skelly 80′, 90+3′ (str.) Isaiah Dada-Mascoll 90+4′ Justin Oboavwoduo | Debrecen Publik: 611 Domare: Damian Sylwestrzak (Polen) | Debrecen Publik: 611 Domare: Damian Sylwestrzak (Polen) |
| 20:00 UTC+2 | 20:00 UTC+2 |                   |                 |                                                                                     | Debrecen Publik: 611 Domare: Damian Sylwestrzak (Polen) | Debrecen Publik: 611 Domare: Damian Sylwestrzak (Polen) |
| 20:00 UTC+2 | 20:00 UTC+2 |                   |                 |                                                                                     | Debrecen Publik: 611 Domare: Damian Sylwestrzak (Polen) | Debrecen Publik: 611 Domare: Damian Sylwestrzak (Polen) |

|             | 24 maj 2023 | Nederländerna | 1 – 1           | Kroatien         | Városi Sportpálya                                                |                                                                  |
| 15:00 UTC+2 | 15:00 UTC+2 | Jesse Bal 53′ | (0 – 0) Rapport | 66′ Ljubo Puljić | Balmazújváros Publik: 458 Domare: Radoslav Gidzhenov (Bulgarien) | Balmazújváros Publik: 458 Domare: Radoslav Gidzhenov (Bulgarien) |
| 15:00 UTC+2 | 15:00 UTC+2 |               |                 |                  | Balmazújváros Publik: 458 Domare: Radoslav Gidzhenov (Bulgarien) | Balmazújváros Publik: 458 Domare: Radoslav Gidzhenov (Bulgarien) |
| 15:00 UTC+2 | 15:00 UTC+2 |               |                 |                  | Balmazújváros Publik: 458 Domare: Radoslav Gidzhenov (Bulgarien) | Balmazújváros Publik: 458 Domare: Radoslav Gidzhenov (Bulgarien) |

|             | 24 maj 2023 | England | 0 – 0   | Schweiz | DEAC Stadion                                          |                                                       |
| 15:00 UTC+2 | 15:00 UTC+2 |         | Rapport |         | Debrecen Publik: 427 Domare: Lothar D'Hondt (Belgien) | Debrecen Publik: 427 Domare: Lothar D'Hondt (Belgien) |
| 15:00 UTC+2 | 15:00 UTC+2 |         |         |         | Debrecen Publik: 427 Domare: Lothar D'Hondt (Belgien) | Debrecen Publik: 427 Domare: Lothar D'Hondt (Belgien) |
| 15:00 UTC+2 | 15:00 UTC+2 |         |         |         | Debrecen Publik: 427 Domare: Lothar D'Hondt (Belgien) | Debrecen Publik: 427 Domare: Lothar D'Hondt (Belgien) |

## Slutspel

### Slutspelsträd
|  | Kvartsfinaler   | Kvartsfinaler |                 |       | Semifinaler | Semifinaler |  |  | Final | Final |
|  |                 |               |                 |       |             |             |  |  |       |       |
|  |                 |               |                 |       |             |             |  |  |       |       |
|  |                 |               |                 |       |             |             |  |  |       |       |
|  | Polen           | 3             |                 |       |             |             |  |  |       |       |
|  | Polen           | 3             |                 |       |             |             |  |  |       |       |
|  | Serbien         | 2             |                 |       |             |             |  |  |       |       |
|  | Serbien         | 2             | Polen           | 3     |             |             |  |  |       |       |
|  |                 |               | Polen           | 3     |             |             |  |  |       |       |
|  |                 | Tyskland      | 5               |       |             |             |  |  |       |       |
|  | Tyskland (str.) | Tyskland      | 5               | 1 (3) |             |             |  |  |       |       |
|  | Tyskland (str.) |               |                 | 1 (3) |             |             |  |  |       |       |
|  | Schweiz         | 1 (2)         |                 |       |             |             |  |  |       |       |
|  | Schweiz         | 1 (2)         | Tyskland (str.) | 0 (5) |             |             |  |  |       |       |
|  |                 |               | Tyskland (str.) | 0 (5) |             |             |  |  |       |       |
|  |                 | Frankrike     | 0 (4)           |       |             |             |  |  |       |       |
|  | Spanien         | Frankrike     | 0 (4)           | 3     |             |             |  |  |       |       |
|  | Spanien         |               |                 | 3     |             |             |  |  |       |       |
|  | Irland          | 0             |                 |       |             |             |  |  |       |       |
|  | Irland          | 0             | Spanien         | 1     |             |             |  |  |       |       |
|  |                 |               | Spanien         | 1     |             |             |  |  |       |       |
|  |                 | Frankrike     | 3               |       |             |             |  |  |       |       |
|  | England         | Frankrike     | 3               | 0     |             |             |  |  |       |       |
|  | England         |               |                 | 0     |             |             |  |  |       |       |
|  | Frankrike       | 1             |                 |       |             |             |  |  |       |       |
|  | Frankrike       | 1             |                 |       |             |             |  |  |       |       |

### Kvartsfinaler
|             | 27 maj 2023 | Polen                                                                  | 3 – 2           | Serbien                                 | Telki Training Centre                                   |                                                         |
| 15:00 UTC+2 | 15:00 UTC+2 | Jakub Krzyżanowski 4′ Daniel Mikołajewski 62′ (str.) Filip Rejczyk 89′ | (1 – 0) Rapport | 51′ Veljko Vukojević 70′ Andrej Subotić | Telki Publik: 288 Domare: Elchin Masiyev (Azerbajdzjan) | Telki Publik: 288 Domare: Elchin Masiyev (Azerbajdzjan) |
| 15:00 UTC+2 | 15:00 UTC+2 |                                                                        |                 |                                         | Telki Publik: 288 Domare: Elchin Masiyev (Azerbajdzjan) | Telki Publik: 288 Domare: Elchin Masiyev (Azerbajdzjan) |
| 15:00 UTC+2 | 15:00 UTC+2 |                                                                        |                 |                                         | Telki Publik: 288 Domare: Elchin Masiyev (Azerbajdzjan) | Telki Publik: 288 Domare: Elchin Masiyev (Azerbajdzjan) |

|             | 27 maj 2023 | Tyskland                                                   | 1 – 1                      | Schweiz                                                             | DEAC Stadion                                             |                                                          |
| 15:00 UTC+2 | 15:00 UTC+2 | Paris Brunner 49′                                          | (0 – 1) Rapport            | 16′ (str.) Winsley Boteli                                           | Debrecen Publik: 243 Domare: Jamie Robinson (Nordirland) | Debrecen Publik: 243 Domare: Jamie Robinson (Nordirland) |
| 15:00 UTC+2 | 15:00 UTC+2 |                                                            |                            |                                                                     | Debrecen Publik: 243 Domare: Jamie Robinson (Nordirland) | Debrecen Publik: 243 Domare: Jamie Robinson (Nordirland) |
| 15:00 UTC+2 | 15:00 UTC+2 | Robert Ramsak Winners Osawe Bence Dárdai Kjell-Arik Wätjen | Straffsparksläggning 3 – 2 | Jason Parente Jeremy Fasano Leon Grando Rhodri Smith Winsley Boteli | Debrecen Publik: 243 Domare: Jamie Robinson (Nordirland) | Debrecen Publik: 243 Domare: Jamie Robinson (Nordirland) |

|             | 27 maj 2023 | Spanien                                               | 3 – 0           | Irland | Hidegkuti Nándor Stadion                               |                                                        |
| 20:00 UTC+2 | 20:00 UTC+2 | Alejandro Granados 22′ Marc Guiu 69′ Lamine Yamal 72′ | (1 – 0) Rapport |        | Budapest Publik: 893 Domare: Miloš Milanović (Serbien) | Budapest Publik: 893 Domare: Miloš Milanović (Serbien) |
| 20:00 UTC+2 | 20:00 UTC+2 |                                                       |                 |        | Budapest Publik: 893 Domare: Miloš Milanović (Serbien) | Budapest Publik: 893 Domare: Miloš Milanović (Serbien) |
| 20:00 UTC+2 | 20:00 UTC+2 |                                                       |                 |        | Budapest Publik: 893 Domare: Miloš Milanović (Serbien) | Budapest Publik: 893 Domare: Miloš Milanović (Serbien) |

|             | 27 maj 2023 | England | 0 – 1           | Frankrike                   | Városi Sportpálya                                             |                                                               |
| 20:00 UTC+2 | 20:00 UTC+2 |         | (0 – 0) Rapport | 89′ (str.) Mathis Lambourde | Balmazújváros Publik: 411 Domare: Attilla Karaoglan (Turkiet) | Balmazújváros Publik: 411 Domare: Attilla Karaoglan (Turkiet) |
| 20:00 UTC+2 | 20:00 UTC+2 |         |                 |                             | Balmazújváros Publik: 411 Domare: Attilla Karaoglan (Turkiet) | Balmazújváros Publik: 411 Domare: Attilla Karaoglan (Turkiet) |
| 20:00 UTC+2 | 20:00 UTC+2 |         |                 |                             | Balmazújváros Publik: 411 Domare: Attilla Karaoglan (Turkiet) | Balmazújváros Publik: 411 Domare: Attilla Karaoglan (Turkiet) |

### Semifinaler
|             | 30 maj 2023 | Polen                                                   | 3 – 5           | Tyskland                                                                                       | Pancho Aréna                                          |                                                       |
| 16:30 UTC+2 | 16:30 UTC+2 | Daniel Mikołajewski 7′ Karol Borys 31′ Filip Wolski 68′ | (2 – 1) Rapport | 22′ Max Moerstedt 57′ Paris Brunner 65′ Charles Herrmann 79′ Assan Ouedraogo 83′ Robert Ramsak | Felcsút Publik: 627 Domare: Michal Ocenáš (Slovakien) | Felcsút Publik: 627 Domare: Michal Ocenáš (Slovakien) |
| 16:30 UTC+2 | 16:30 UTC+2 |                                                         |                 |                                                                                                | Felcsút Publik: 627 Domare: Michal Ocenáš (Slovakien) | Felcsút Publik: 627 Domare: Michal Ocenáš (Slovakien) |
| 16:30 UTC+2 | 16:30 UTC+2 |                                                         |                 |                                                                                                | Felcsút Publik: 627 Domare: Michal Ocenáš (Slovakien) | Felcsút Publik: 627 Domare: Michal Ocenáš (Slovakien) |

|             | 30 maj 2023 | Spanien          | 1 – 3           | Frankrike                                                      | Pancho Aréna                                        |                                                     |
| 20:00 UTC+2 | 20:00 UTC+2 | Lamine Yamal 69′ | (0 – 0) Rapport | 73′ Mathis Lambourde 80′ Yanis Ali Issoufou 90+1′ Tidiam Gomis | Felcsút Publik: 879 Domare: Adam Ladebäck (Sverige) | Felcsút Publik: 879 Domare: Adam Ladebäck (Sverige) |
| 20:00 UTC+2 | 20:00 UTC+2 |                  |                 |                                                                | Felcsút Publik: 879 Domare: Adam Ladebäck (Sverige) | Felcsút Publik: 879 Domare: Adam Ladebäck (Sverige) |
| 20:00 UTC+2 | 20:00 UTC+2 |                  |                 |                                                                | Felcsút Publik: 879 Domare: Adam Ladebäck (Sverige) | Felcsút Publik: 879 Domare: Adam Ladebäck (Sverige) |

### Final
|             | 27 maj 2023 | Tyskland                                                                              | 0 – 0                      | Frankrike                                                                              | Hidegkuti Nándor Stadion                                  |                                                           |
| 20:00 UTC+2 | 20:00 UTC+2 |                                                                                       | Rapport                    |                                                                                        | Budapest Publik: 4 017 Domare: Atilla Karaoglan (Turkiet) | Budapest Publik: 4 017 Domare: Atilla Karaoglan (Turkiet) |
| 20:00 UTC+2 | 20:00 UTC+2 |                                                                                       |                            |                                                                                        | Budapest Publik: 4 017 Domare: Atilla Karaoglan (Turkiet) | Budapest Publik: 4 017 Domare: Atilla Karaoglan (Turkiet) |
| 20:00 UTC+2 | 20:00 UTC+2 | Noah Darvich Charles Herrmann Bence Dárdai Taylan Bulut Paris Brunner Assan Ouédraogo | Straffsparksläggning 5 – 4 | Joachim Kayi Sanda Mathis Lambourde Joan Tincres Nhoa Sangui Fodé Sylla Saïmon Bouabré | Budapest Publik: 4 017 Domare: Atilla Karaoglan (Turkiet) | Budapest Publik: 4 017 Domare: Atilla Karaoglan (Turkiet) |